# Миллс, Патти
Патрик Сэмми «Патти» Миллс (англ. Patrick Sammy "Patty" Mills; родился 11 августа 1988 года в Канберре, Австралия) — австралийский профессиональный баскетболист, выступающий за команду Национальной баскетбольной ассоциации «Лос-Анджелес Клипперс» и национальную сборную Австралии. Играет на позиции разыгрывающего. Был выбран под 55-м номером на Драфте НБА 2009 года командой «Портленд Трэйл Блэйзерс». Чемпион НБА в составе «Сан-Антонио Спёрс» (2014).
Один из первых коренных австралийцев, которые выступали в НБА. Также он один из самых молодых игроков национальной сборной Австралии.
На Олимпийских играх 2012 года в Лондоне Миллс стал самым результативным игроком турнира с показателем 21,2 очка за игру, опередив даже Кевина Дюранта из команды США, который набирал 19,5 очка.

## Ранние годы
Отец Патрика Миллса — абориген островов Торресова пролива, мать — абориген народности Инунга из Южной Австралии. Баскетболом начал заниматься в возрасте четырёх лет, а команду «The Shadows», представленную из австралийских аборигенов, создали его родители.

## Профессиональная карьера

### Портленд Трэйл Блэйзерс (2009—2011)
В апреле 2009 года Миллс выставил свою кандидатуру на драфт НБА. Он был выбран под 55-м номером второго раунда командой «Портленд Трэйл Блэйзерс».
Также Миллс принимал участие в Летней лиге НБА, где повредил ногу, в итоге потребовалась операция. В октябре 2009 года игрок подписал с «Блэйзерс» контракт, после которого остались вопросы, действительно ли он был нужен, либо его взяли из-за травмы, так как разыгрывающие защитники команде не требовались.
После реабилитации в декабре 2009 года Миллс был отправлен в команду Лиги развития НБА «Айдахо Стэмпид». В дебютном матче за «Айдахо» Миллс набрал 38 очков, отдал 12 результативных передач и совершил 3 подбора. В следующей игре забил решающий мяч, после чего было решено вернуть его в основную команду. В НБА дебютировал в составе «Блэйзерс» 4 января, вышел на замену и провёл на площадке 5 минут, отдал две передачи, но не набрал очков. 13 января 2010 года вновь был отправлен в «Айдахо Стэмпид», однако уже через месяц вернулся в основу. В декабре 2010 года начал получать больше игрового времени в команде, соответственно выросли и его показатели. С этого периода начинается его полноценная карьере в НБА. Миллс, также как и его партнер по команде Руди Фернандес перечислили 50% зарплаты за январь в помощь пострадавшим от сильнейшего за последние 50 лет наводнения в Австралии.
13 апреля 2011 года в последней игре регулярного чемпионата в матче против «Голден Стэйт Уорриорз» Миллс набрал 23 очка, забив 7 из 16 двухочковых и 4 из 7 с трёхочковой дистанции, совершил 5 подборов, 2 перехвата и отдал 2 результативные передачи.

### Локаут в НБА
29 августа 2011 года, во время локаута в НБА, Миллс подписал контракт с австралийским клубом «Мельбурн Тайгерс» до конца сезона 2012 года. 7 октября в первой домашней игре против «Сидней Кингс» в матче первого круга набрал 28 очков и привёл команду к победе со счётом 82–76. После девяти матчей за «Тайгерс» объявил, что покидает команду и будет выступать в Китае за «Синьцзян Флайн Тайгерс». За период выступлений в чемпионате Австралии в среднем за игру набирал 18,6 очков, совершал 2,3 подбора и отдавал 5 результативных передач. Карьера в Китае закончилась 3 января 2012 года, когда игрок был отчислен за несуществующую травму. Миллс претензии клуба отрицал. В 12 матчах за «Синьцзян» набирал в среднем 26,5 очков, совершал 3,8 подбора, 2,7 перехвата и отдавал 3,8 передач.

### Сан-Антонио Спёрс (2012—2021)
27 марта 2012 года Миллс подписал контракт с командой «Сан-Антонио Спёрс». 26 апреля 2012 года в победе над «Голден Стэйт Уорриорз» Миллс набрал рекордные в карьере 34 очка и 12 передач, оформив свой первый дабл-дабл в НБА. Миллс стал самым результативным австралийцем в НБА, превзойдя 32 очка Эндрю Богута в январе 2010 года.
13 июля 2012 года Миллс переподписал контракт со «Спёрс». «Спёрс» вышли в финал НБА 2013 года, где в семи матчах уступили «Майами Хит». Миллс пропустил четыре заключительных матча финала НБА из-за удаления абсцесса на правой стопе.
24 июня 2013 года Миллс активировал опцию игрока и вернулся в «Спёрс» на сезон 2013/14. В межсезонье Миллс похудел и сбросил жировую массу. Миллс принял участие в 81 матче, включая два в старте, набирая в среднем 10,2 очка, 2,1 подбора и 1,8 передачи при максимальных в карьере 18,9 минутах. В 2013/14 гг. он сыграл 1527 минут, после того как в предыдущие четыре сезона вместе взятые сыграл 1737 минут. Миллс помог «Спёрс» вернуться в финал НБА в 2014 году, где они снова встретились с «Майами Хит». В пятой игре финала НБА Миллс набрал 14 из 17 очков в третьей четверти, что помогло «Спёрс» одержать победу в серии и стать чемпионами НБА.
11 июля 2014 года «Спёрс» подписали с Миллсом трёхлетний контракт на сумму 12 миллионов долларов. Первые 31 игру сезона 2014/15 Миллс пропустил из-за травмы плеча.
25 апреля 2017 года Миллс набрал максимальные в своей карьере для матча плей-офф 20 очков в 5-й игре серии первого раунда против «Мемфис Гриззлис».
4 августа 2017 года Миллс переподписал контракт со «Спёрс» на четыре года и 50 миллионов долларов. 4 декабря 2017 года в победе над «Детройт Пистонс» Миллс стал третьим игроком «Шпор», реализовавшим 500 трёхочковых бросков в качестве запасного; двое других - Ману Джинобили и Мэтт Боннер. 18 декабря 2017 года, одержав победу над «Лос-Анджелес Клипперс», Миллс стал одним из трёх игроков «Спёрс» в истории клуба, набравших 3000 очков за карьеру в качестве запасного; двое других - Джинобили и Малик Роуз.
25 февраля 2018 года в матче с «Кливленд Кавальерс» Миллс поднялся на четвертое место в списке всех игроков «Спёрс» по количеству совершенных трёхочковых бросков.
В марте 2019 года Миллс стал единственным игроком «Спёрс», который в пяти разных сезонах реализовал более 120 трёхочковых бросков.
19 января 2020 года Миллс совершил свой 1000-й трёхочковый бросок в НБА. Он стал первым австралийским игроком в истории НБА, достигшим этого рубежа.
29 декабря 2020 года Миллс стал десятым игроком в истории «Спёрс», сыгравшим 600 матчей в составе команды. По состоянию на декабрь 2020 года Миллс являлся самым долгоиграющим игроком «Спёрс» и единственным игроком, оставшимся в команде, который был членом команды «Спёрс», выигравшей чемпионат НБА в 2014 году. Также по состоянию на декабрь 2020 года только два игрока в НБА - Удонис Хаслем из «Майами Хит» и Стефен Карри из «Голден Стэйт Уорриорз» - были в своих командах дольше, чем Миллс в «Спёрс».
18 января 2021 года Миллс установил рекорд НБА по количеству трёхочковых бросков, выполненных за одну команду в качестве запасного. 14 марта Миллс превзошел рекорд Эндрю Богута по количеству игр в НБА, проведенных австралийцем, сыграв свою 706-ю игру.

### Бруклин Нетс (2021—2023)
10 августа 2021 года Патрик подписал многолетний контракт с «Бруклин Нетс». 19 октября 2021 Миллс в первом матче сезона против «Милуоки Бакс» забил 7 трёхочковых бросков. Патрик установил рекорд команды по количеству забитых бросков из-за дуги для игрока, который начал игру со скамейки запасных. Он стал первым игроком в истории НБА, который забил 7 трёхочковых бросков в дебютной игре за новый клуб.
10 июля 2022 года Миллс продлил контракт с «Нетс» на два года и 14,5 млн долларов.

### Атланта Хокс (2023—2024)
6 июля 2023 года Миллс был обменян в «Хьюстон Рокетс». 8 июля «Рокетс» отправили его в «Оклахома-Сити Тандер» в рамках сделки с пятью командами. 12 июля он был обменян в «Атланту Хокс» на Тайтай Вашингтона (младшего), Усмана Гарубу, Руди Гея и выбор 2-го раунда драфта 2026 года. 29 февраля 2024 года клуб выставил игрока на вейвер.

### Майами Хит (2024)
6 марта 2024 года Миллс был подписан «Майами Хит».

### Юта Джаз (2024—2025)
14 августа 2024 года Миллс подписал однолетний контракт с клубом «Юта Джаз».

### Лос-Анджелес Клипперс (2025—настоящее время)
1 февраля 2025 года Миллс был отдан в «Лос-Анджелес Клипперс» вместе с Дрю Юбэнксом в обмен на Мо Бамбу, Пи Джей Такера, выбор во втором раунде драфта 2030 года и денежное вознаграждение. Этот обмен воссоединит его с Каваем Леонардом, который в последний раз играл с Миллсом в «Сан-Антонио Спёрс» в сезоне НБА 2017/2018, а также с Беном Симмонсом, который играл с ним в сезоне НБА 2022–2023 в «Бруклин Нетс».

## Международная карьера
В августе 2007 года выступал на Мировом первенстве ФИБА для юношей не старше 19 лет в Сербии, на котором сборная Австралии заняла пятое место. Дебютировал за основную команду 31 июля 2007 года в матче против сборной Австрии. Сборная Австралии выступала на тренировочном сборе в Бормио, Италия. Миллс начинал матч на скамейке, однако получил возможность играть и в итоге набрал 11 очков, а сборная Австралии победила со счётом 84–63. Таким образом он стал одним из самых молодых австралийских игроков, дебютировавших в сборной, но всего лишь третьим коренным австралийцем после Майкла Ах Мата в 1960-х годах и Дэнни Морсиу в 1980-х, которые выступали за австралийскую сборную до него. Позднее Миллс попал в сборную на чемпионат Океании по баскетболу 2007 года, в игры квалификационного раунда к Олимпиаде 2008 года. В трёхматчевой серии против сборной Новой Зеландии Миллс появился во втором матче, вышел со скамейки и в итоге набрал 17 очков, а сборная Австралии победила со счётом 93–67. В итоге Австралия получила путёвку на Олимпиаду в Пекин.
Миллс выступал за сборную в товарищеском матче против сборной США незадолго до начала Олимпиады 2008. Американцы одержали победу со счётом 87–76, а матч проходил в Шанхае, КНР. Звезда австралийского баскетбола, игрок команды «Милуоки Бакс» Энрю Богут в матче участия не принимал из-за травмы правой лодыжки. Миллс был самым молодым игроком матча и набрал 13 очков.
На Олимпиаде В сборной стал лучшим бомбардиром с результатом 14,2 очка в шести матчах, в основном выходя со скамейки. В четвертьфинальном матче Австралии вновь попались США, Миллс набрал 20 очков, отдал три результативные передачи, совершил два перехвата за 28 минут, однако команда проиграла.
На проходившем в Лондоне международном турнире для сборных Австралия проиграла Франции 71–67. Миллс играл против звезды НБА Тони Паркера, однако набрал наибольшее количество очков в составе сборной - 20. В следующей игре Австралия встречалась с Хорватией, Миллс набрал 22 очка, а австралийцы победили со счётом 78–66.
На Олимпийском турнире 2012 года Миллс стал лучшим бомбардиром, набирая 21,2 очка за матч, опередив даже Кевина Дюранта из сборной США, который набирал на турнире 19,5 очка за игру.

## Достижения

### Сан-Антонио Спёрс
- Чемпион НБА : 2014

## Статистика

### Статистика в НБА
| Сезон                                                                                    | Команда     | Регулярный сезон | Регулярный сезон | Регулярный сезон | Регулярный сезон | Регулярный сезон | Регулярный сезон | Регулярный сезон | Регулярный сезон | Регулярный сезон | Регулярный сезон | Регулярный сезон | Серия плей-офф | Серия плей-офф | Серия плей-офф | Серия плей-офф | Серия плей-офф | Серия плей-офф | Серия плей-офф | Серия плей-офф | Серия плей-офф | Серия плей-офф | Серия плей-офф |
| Сезон                                                                                    | Команда     | GP               | GS               | MPG              | FG%              | 3P%              | FT%              | RPG              | APG              | SPG              | BPG              | PPG              | GP             | GS             | MPG            | FG%            | 3P%            | FT%            | RPG            | APG            | SPG            | BPG            | PPG            |
| ---------------------------------------------------------------------------------------- | ----------- | ---------------- | ---------------- | ---------------- | ---------------- | ---------------- | ---------------- | ---------------- | ---------------- | ---------------- | ---------------- | ---------------- | -------------- | -------------- | -------------- | -------------- | -------------- | -------------- | -------------- | -------------- | -------------- | -------------- | -------------- |
| 2009/10                                                                                  | Портленд    | 10               | 0                | 3,8              | 41,7             | 50,0             | 57,1             | 0,2              | 0,5              | 0,0              | 0,0              | 2,6              | 3              | 0              | 4,1            | 50,0           | 100,0          | 100,0          | 0,0            | 1,0            | 0,0            | 0,0            | 2,0            |
| 2010/11                                                                                  | Портленд    | 64               | 0                | 12,2             | 41,2             | 35,3             | 76,6             | 0,8              | 1,7              | 0,4              | 0,0              | 5,5              | 2              | 0              | 2,6            | 0,0            | 0,0            | -              | 0,5            | 0,0            | 0,0            | 0,0            | 0,0            |
| 2011/12                                                                                  | Сан-Антонио | 16               | 3                | 16,3             | 48,5             | 42,9             | 100,0            | 1,8              | 2,4              | 0,6              | 0,1              | 10,3             | 8              | 0              | 3,9            | 54,5           | 60,0           | -              | 0,4            | 0,6            | 0,1            | 0,0            | 1,9            |
| 2012/13                                                                                  | Сан-Антонио | 58               | 2                | 11,3             | 46,9             | 40,0             | 84,2             | 0,9              | 1,1              | 0,4              | 0,1              | 5,1              | 9              | 0              | 3,4            | 50,0           | 28,6           | -              | 0,3            | 0,2            | 0,0            | 0,0            | 1,3            |
| 2013/14                                                                                  | Сан-Антонио | 81               | 2                | 18,9             | 46,4             | 42,5             | 89,0             | 2,1              | 1,8              | 0,8              | 0,1              | 10,2             | 23             | 0              | 15,2           | 44,7           | 40,5           | 76,9           | 1,5            | 1,4            | 0,7            | 0,0            | 7,3            |
| 2014/15                                                                                  | Сан-Антонио | 51               | 0                | 15,7             | 38,1             | 34,1             | 82,5             | 1,5              | 1,7              | 0,5              | 0,0              | 6,9              | 7              | 0              | 16,0           | 50,0           | 57,1           | 100,0          | 2,7            | 1,1            | 0,3            | 0,0            | 10,1           |
| 2015/16                                                                                  | Сан-Антонио | 81               | 3                | 20,5             | 42,5             | 38,4             | 81,0             | 2,0              | 2,8              | 0,7              | 0,1              | 8,5              | 10             | 0              | 16,7           | 43,4           | 36,1           | 63,6           | 1,4            | 2,0            | 0,7            | 0,0            | 6,6            |
| 2016/17                                                                                  | Сан-Антонио | 80               | 8                | 21,9             | 44,0             | 41,4             | 82,5             | 1,8              | 3,5              | 0,8              | 0,0              | 9,5              | 16             | 6              | 26,0           | 40,7           | 36,0           | 86,4           | 2,1            | 2,7            | 0,8            | 0,1            | 10,3           |
| 2017/18                                                                                  | Сан-Антонио | 82               | 36               | 25,7             | 41,1             | 37,2             | 89,0             | 1,9              | 2,8              | 0,7              | 0,1              | 10,0             | 5              | 5              | 33,0           | 43,9           | 37,1           | 80,0           | 2,0            | 2,6            | 0,6            | 0,2            | 13,4           |
| 2018/19                                                                                  | Сан-Антонио | 82               | 1                | 23,3             | 42,5             | 39,4             | 85,4             | 2,2              | 3,0              | 0,6              | 0,1              | 9,9              | 7              | 0              | 21,8           | 32,6           | 13,6           | 60,0           | 2,1            | 3,6            | 1,0            | 0,1            | 5,3            |
| 2019/20                                                                                  | Сан-Антонио | 66               | 1                | 22,5             | 43,1             | 38,2             | 86,6             | 1,6              | 1,8              | 0,8              | 0,1              | 11,6             | Не участвовал  | Не участвовал  | Не участвовал  | Не участвовал  | Не участвовал  | Не участвовал  | Не участвовал  | Не участвовал  | Не участвовал  | Не участвовал  | Не участвовал  |
| 2020/21                                                                                  | Сан-Антонио | 68               | 1                | 24,8             | 41,2             | 37,5             | 91,0             | 1,7              | 2,4              | 0,6              | 0,0              | 10,8             | Не участвовал  | Не участвовал  | Не участвовал  | Не участвовал  | Не участвовал  | Не участвовал  | Не участвовал  | Не участвовал  | Не участвовал  | Не участвовал  | Не участвовал  |
| 2021/22                                                                                  | Бруклин     | 81               | 48               | 29,0             | 40,8             | 40,0             | 81,4             | 1,9              | 2,3              | 0,6              | 0,2              | 11,4             | 4              | 0              | 18,1           | 56,3           | 53,8           | -              | 1,0            | 0,0            | 0,0            | 0,3            | 6,3            |
| 2022/23                                                                                  | Бруклин     | 40               | 2                | 14,2             | 41,1             | 36,6             | 83,3             | 1,1              | 1,4              | 0,4              | 0,1              | 6,2              | 1              | 0              | 5,3            | 0,0            | 0,0            | -              | 0,0            | 0,0            | 0,0            | 0,0            | 0,0            |
| 2023/24                                                                                  | Атланта     | 19               | 0                | 10,6             | 37,3             | 38,2             | -                | 1,1              | 0,7              | 0,5              | 0,1              | 2,7              | Не участвовал  | Не участвовал  | Не участвовал  | Не участвовал  | Не участвовал  | Не участвовал  | Не участвовал  | Не участвовал  | Не участвовал  | Не участвовал  | Не участвовал  |
| 2023/24                                                                                  | Майами      | 13               | 5                | 16,4             | 33,8             | 20,8             | 100,0            | 1,2              | 1,5              | 0,8              | 0,0              | 5,8              | 3              | 0              | 17,2           | 35,3           | 27,3           | 75,0           | 0,3            | 1,0            | 0,3            | 0,0            | 6,0            |
|                                                                                          | Всего       | 892              | 112              | 20,2             | 42,4             | 38,6             | 85,6             | 1,6              | 2,2              | 0,6              | 0,1              | 8,8              | 98             | 11             | 16,0           | 42,9           | 38,0           | 79,7           | 1,4            | 1,6            | 0,5            | 0,1            | 6,6            |
| Наведите курсор мыши на аббревиатуры в заголовке таблицы, чтобы прочесть их расшифровку. |             |                  |                  |                  |                  |                  |                  |                  |                  |                  |                  |                  |                |                |                |                |                |                |                |                |                |                |                |

### Статистика в Джи-Лиге
| Сезон                                                                                    | Команда        | Регулярный сезон | Регулярный сезон | Регулярный сезон | Регулярный сезон | Регулярный сезон | Регулярный сезон | Регулярный сезон | Регулярный сезон | Регулярный сезон | Регулярный сезон | Регулярный сезон | Серия плей-офф | Серия плей-офф | Серия плей-офф | Серия плей-офф | Серия плей-офф | Серия плей-офф | Серия плей-офф | Серия плей-офф | Серия плей-офф | Серия плей-офф | Серия плей-офф |
| Сезон                                                                                    | Команда        | GP               | GS               | MPG              | FG%              | 3P%              | FT%              | RPG              | APG              | SPG              | BPG              | PPG              | GP             | GS             | MPG            | FG%            | 3P%            | FT%            | RPG            | APG            | SPG            | BPG            | PPG            |
| ---------------------------------------------------------------------------------------- | -------------- | ---------------- | ---------------- | ---------------- | ---------------- | ---------------- | ---------------- | ---------------- | ---------------- | ---------------- | ---------------- | ---------------- | -------------- | -------------- | -------------- | -------------- | -------------- | -------------- | -------------- | -------------- | -------------- | -------------- | -------------- |
| 2009/10                                                                                  | Айдахо Стэмпид | 5                | 2                | 35,2             | 43,8             | 50,0             | 85,2             | 1,8              | 5,4              | 1,6              | 0,0              | 25,6             | Не участвовал  | Не участвовал  | Не участвовал  | Не участвовал  | Не участвовал  | Не участвовал  | Не участвовал  | Не участвовал  | Не участвовал  | Не участвовал  | Не участвовал  |
|                                                                                          | Всего          | 5                | 2                | 35,2             | 43,8             | 50,0             | 85,2             | 1,8              | 5,4              | 1,6              | 0,0              | 25,6             | Не участвовал  | Не участвовал  | Не участвовал  | Не участвовал  | Не участвовал  | Не участвовал  | Не участвовал  | Не участвовал  | Не участвовал  | Не участвовал  | Не участвовал  |
| Наведите курсор мыши на аббревиатуры в заголовке таблицы, чтобы прочесть их расшифровку. |                |                  |                  |                  |                  |                  |                  |                  |                  |                  |                  |                  |                |                |                |                |                |                |                |                |                |                |                |

### Статистика в колледже
| Сезон                                                                                   | Команда    | GP | GS | MPG  | FG%  | 3P%  | FT%  | RPG | APG | SPG | BPG | PPG  |  |
| --------------------------------------------------------------------------------------- | ---------- | -- | -- | ---- | ---- | ---- | ---- | --- | --- | --- | --- | ---- |  |
| 2007/08                                                                                 | Сент-Мэрис | 32 | 32 | 32,1 | 42,9 | 32,3 | 76,1 | 2,1 | 3,5 | 1,8 | 0,1 | 14,8 |  |
| 2008/09                                                                                 | Сент-Мэрис | 26 | 23 | 33,3 | 40,2 | 33,8 | 85,9 | 2,4 | 3,9 | 2,2 | 0,2 | 18,4 |  |
|                                                                                         | Всего      | 58 | 55 | 32,7 | 41,5 | 33,1 | 80,6 | 2,2 | 3,7 | 2,0 | 0,2 | 16,4 |  |
| Наведите курсор мыши на аббревиатуры в заголовке таблицы, чтобы прочесть их расшифровку |            |    |    |      |      |      |      |     |     |     |     |      |  |

### Статистика в других лигах
| Сезон | Команда                 | Лига     | GP | GS | MPG  | FG%  | 3P%  | FT%  | RPG | APG | SPG | BPG | PFL | TOV | PPG  |
| --- | ----------------------- | -------- | -- | -- | ---- | ---- | ---- | ---- | --- | --- | --- | --- | --- | --- | ---- |
| 2011/12 | Все клубы               | Все лиги | 21 | 14 | 34,5 | 48,9 | 42,7 | 76,6 | 3,2 | 4,3 | 1,6 | 0,1 | 1,4 | 2,6 | 23,1 |
| 2011/12 | Мельбурн Юнайтед        | НБЛ      | 9  | 5  | 33,9 | 42,1 | 34,8 | 80,6 | 2,3 | 5,0 | 0,8 | 0,1 | 1,6 | 2,4 | 18,6 |
| 2011/12 | Синьцзян Флаинг Тайгерс | КБА      | 12 | 9  | 35,0 | 53,0 | 49,4 | 73,9 | 3,8 | 3,8 | 2,3 | 0,1 | 1,3 | 2,7 | 26,5 |
| Всего | Всего                   | Всего    | 21 | 14 | 34,5 | 48,9 | 42,7 | 76,6 | 3,2 | 4,3 | 1,6 | 0,1 | 1,4 | 2,6 | 23,1 |
| Наведите курсор мыши на аббревиатуры в заголовке таблицы, чтобы прочесть их расшифровку Статистика приведена с сайта basketball.realgm.com |                         |          |    |    |      |      |      |      |     |     |     |     |     |     |      |